# (11725) Victoriahsu
(11725) Victoriahsu (1998 HM146) – planetoida z pasa głównego asteroid okrążająca Słońce w ciągu 4,71 lat w średniej odległości 2,81 j.a. Odkryta 21 kwietnia 1998 roku.